# Altia
Altia var en statligt ägd finländsk tillverkare och distributör av framför allt spritdrycker. Altia bildades 1999 från Alkos produktions- och importverksamheter. Altia hade verksamhet i Finland, Sverige, Norge, Danmark, Estland och Lettland, och produktionsanläggningar i Koskenkorva och Rajamäki i Finland, i Tabasalu i Estland, i Svendborg i Danmark samt i Matfors i Sundsvalls kommun i Sverige.
Altia hade 2011 en omsättning på 525 miljoner euro och 1178 anställda.
I september 2020 meddelade bolaget att det skulle fusioneras med norska Arcus till ett nytt bolag, Anora Group, som skulle noteras på Helsingforsbörsen. Finska staten kom att äga 19,4 procent av det nya bolaget. Finska staten var största ägare i Altia och blev näststörsta ägare i Anora Group, efter Stein Hagens Canica. Fusionen blev klar 2021.

## Historia

### Finsk verksamhet före Altia
Sprit- och jästfabriken i Rajamäki startade 1888, och började producera olika alkoholhaltiga drycker 1932. Koskenkorva-varumärket tillkom 1953.

### Altia-tiden
1999 bildades Altia genom att produktions- och importverksamheterna skiljdes från Alko. 2005 gick Altia ihop med Scandinavian Beverage Group. Ytterligare företagsköp i Lettland och Danmark skedde 2006–2007. 2010 köptes ett antal svenska varumärken från Pernod Ricard med ursprung i svenska Vin & Sprit, som Pernod Ricard hade köpt 2007. I köpet ingick bland annat Blossa glögg, Explorer Vodka och brännvinsslagen O.P. Anderson Aquavit och Skåne Akvavit.
Altia listades på Helsingforsbörsen 2018, men finska staten fortsatte som största ägare fram till fusionen med Arcus. Arcus har sin bakgrund i norska Vinmonopolet, liksom Altia har sin i Alko, privatiserades 2003 och börslistades 2016.